# エンジイン

エンジイン基の構造

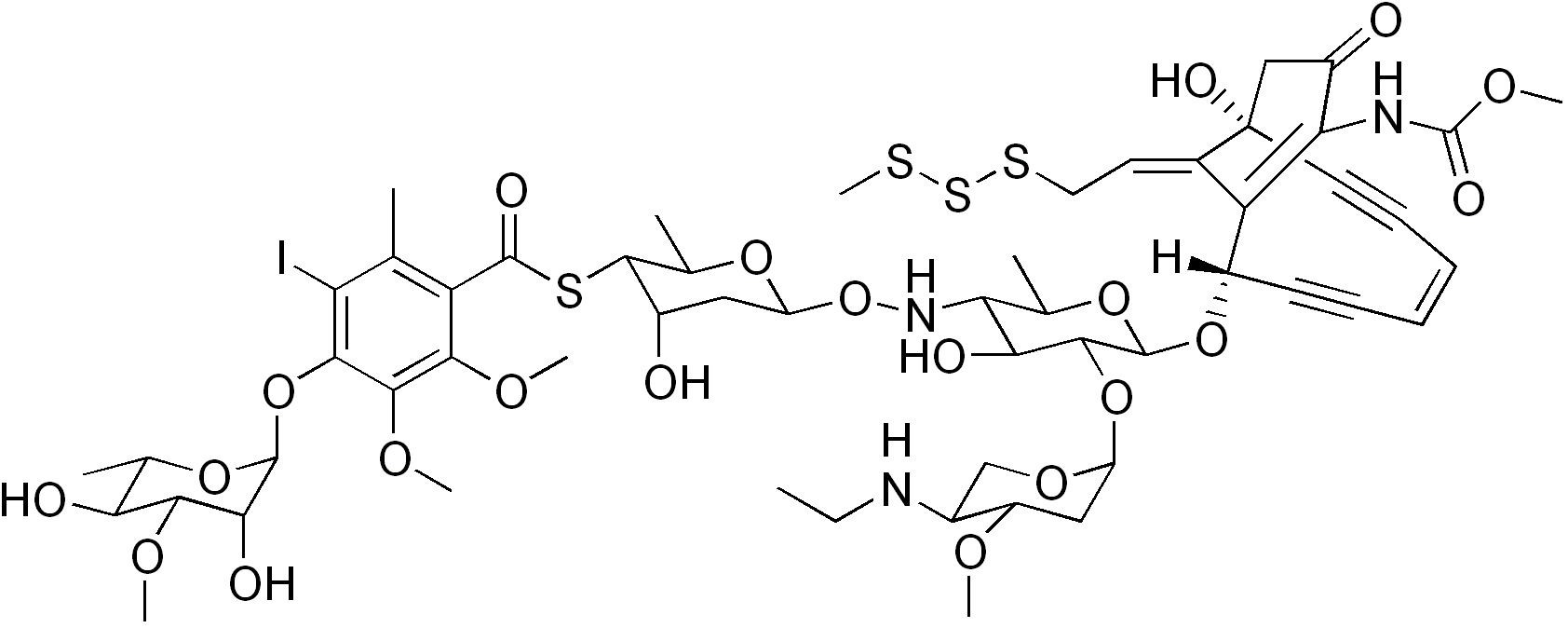
カリケアミシン

エンジイン（enediyne）類は、微生物が産生する天然物の一群で、1つの二重結合によって隔てられた2つの三重結合を含む9あるいは10員環が特徴である。
これらの化合物の多くは、バーグマン環化を起こすことができる。得られるジラジカルである1,4-デヒドロベンゼン誘導体はDNAの糖鎖から水素結合を引き抜き、その結果DNA鎖が切断される。
このDNAに対する高い反応性により、これらの物質は毒性を示すため、抗腫瘍剤として研究が行われている。天然エンジイン類のいくつかは、がんに対する臨床試験へと進んでおり、日本においてネオカルジノスタチンが臨床で用いられている。
エンジインは3つの分類が存在する。 
- カリケアミシン/エスペラミシン
- ジネミシン
- 色素タンパク質

これらの化合物中のエンジイン基はしばしば「弾頭」と呼ばれる。